# Quảng trường Lâu đài, Warszawa
Quảng trường lâu đài (tiếng Ba Lan: Plac Zamkowy w Warszawie) là một quảng trường lịch sử ở phía trước Lâu đài Hoàng gia - nơi ở chính thức của các quốc vương Ba Lan - tọa lạc tại Warsaw, Ba Lan. Đây là một điểm đến phổ biến cho khách du lịch và người dân địa phương. Quảng trường, có hình dạng hơi tam giác, nổi bật với Cột Sigismund ở phía tây nam, và được bao quanh bởi các nhà phố lịch sử. Nơi đây đánh dấu sự bắt đầu của Con đường hoàng gia nhộn nhịp kéo dài về phía nam.

## Lịch sử

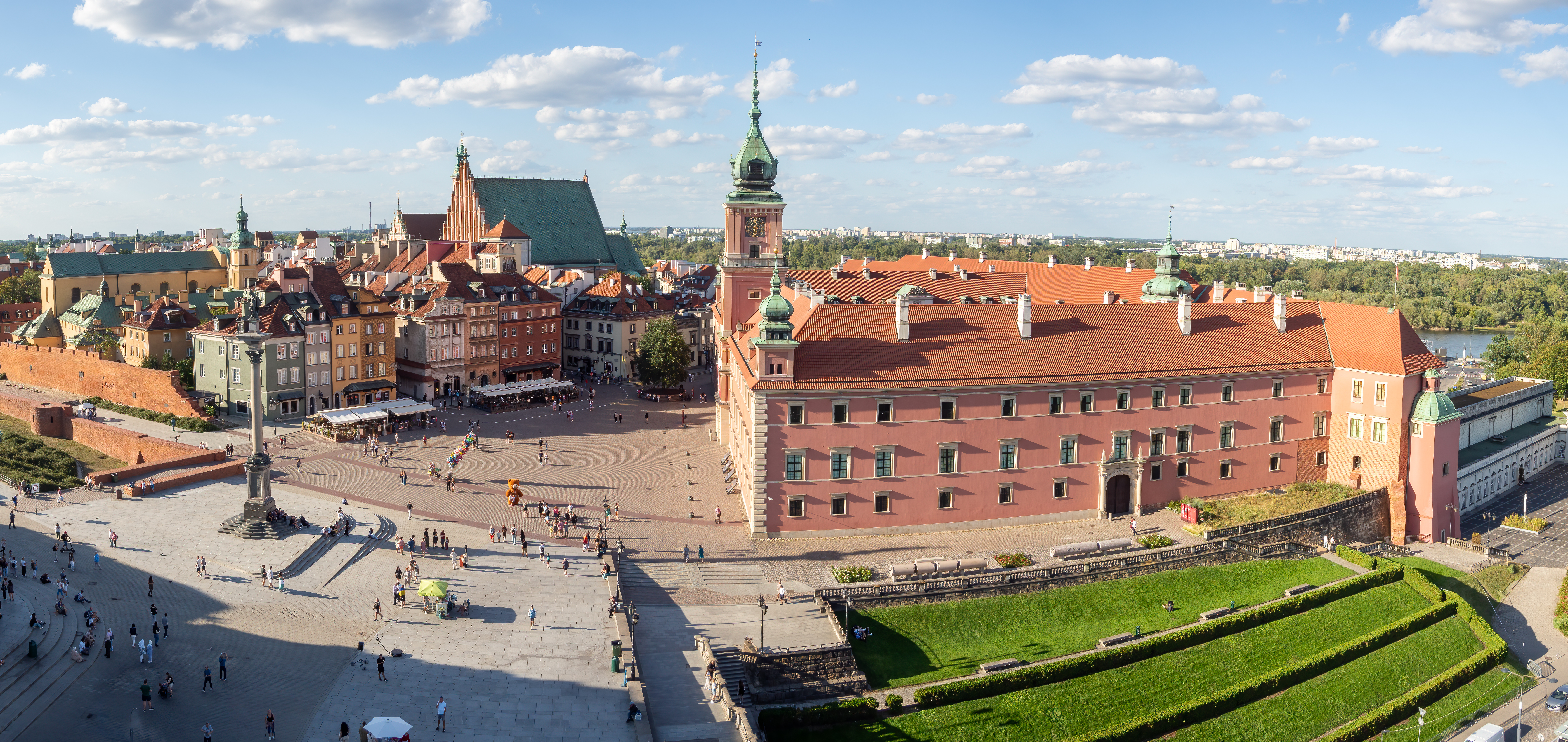
Quảng trường Lâu đài với Cột Zygmunt (trái), Lâu đài Hoàng gia (phải) và Phố cổ Warsaw và Nhà thờ lớn St. John (trên cùng)

Cột tưởng niệm vua Zygmunt III của Ba Lan (tác phẩm của Clemente Molli, dựng năm 1644) là di tích cổ nhất và là một trong những địa danh mang tính biểu tượng của thành phố và là tượng đài thế tục đầu tiên dưới dạng một cây cột trong lịch sử hiện đại. Ở phía đông của quảng trường là Lâu đài Hoàng gia được xây dựng lại sau sự tàn phá của Thế chiến II. Nó trước đây là nơi cư trú của các công tước xứ Mazovia, và sau đó là các vị vua Ba Lan và các công tước lớn của Litva từ thế kỷ 16 đến 18. Quân đội Đức đã ném bom và thổi bay nơi đây vào đầu Thế chiến II (tháng 9 năm 1939), và sau đó nó bị phá hủy hoàn toàn vào năm 1944-1945 (xem hình dưới đây). 

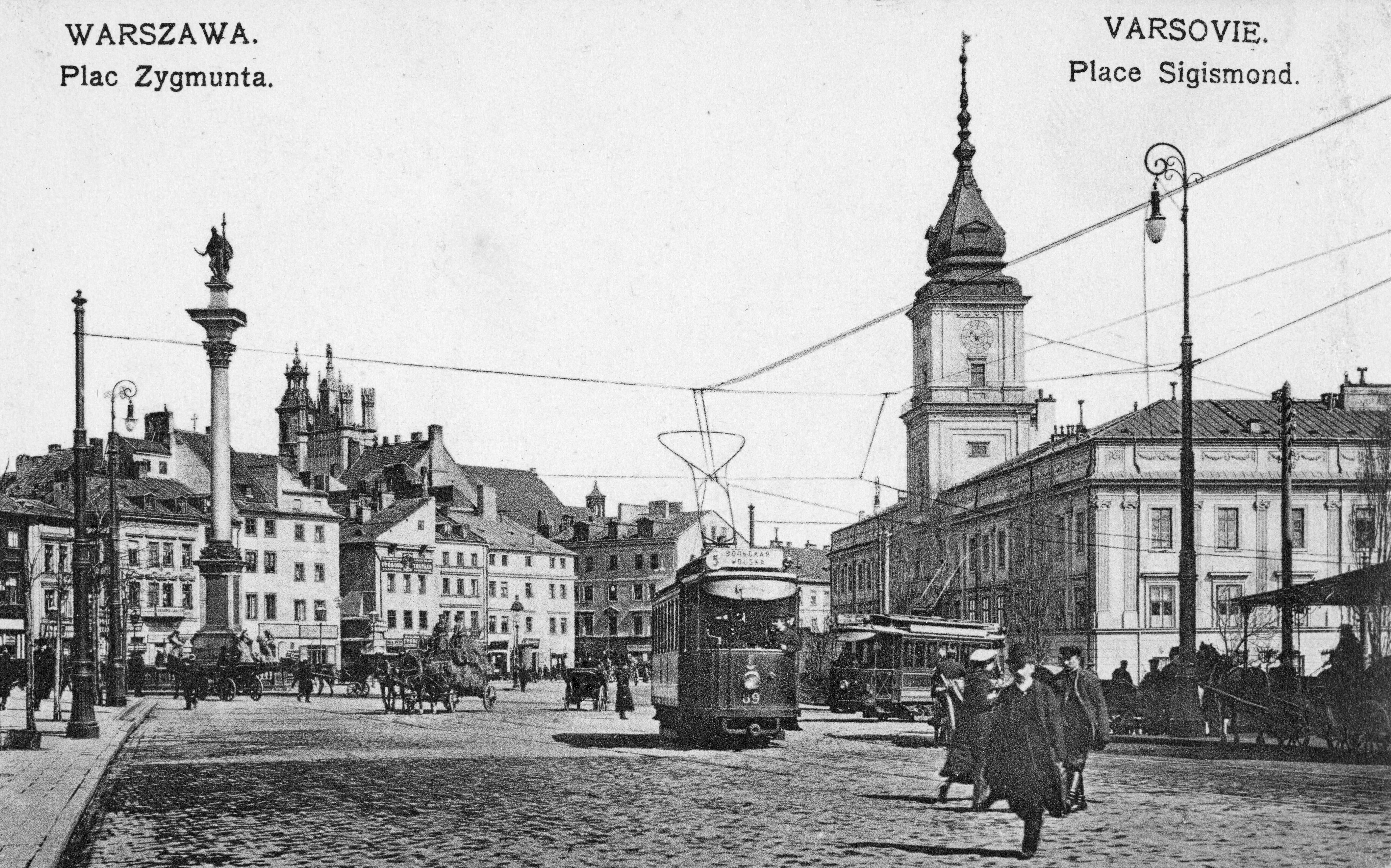
Quảng trường Lâu đài năm 1910

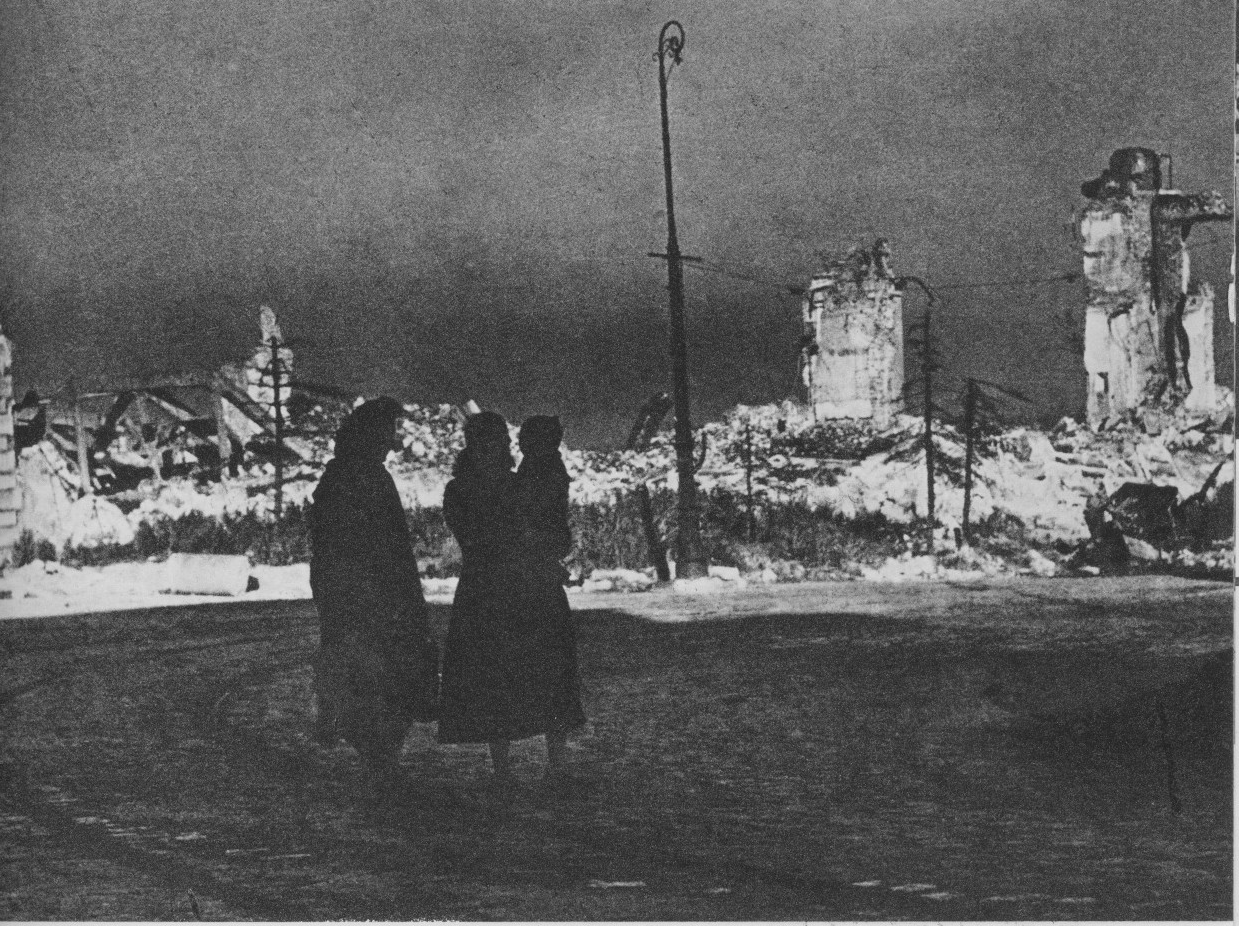
Quảng trường Lâu đài bị phá hủy trong thời Đức chiếm đóng Ba Lan (1939-1945) và kế hoạch phá hủy Warsaw, hình ảnh vào năm 1945

Năm 1949, quảng trường được kết nối bằng thang cuốn đến Route W-Z mới thành lập (Tuyến Đông-Tây), chạy dưới Quảng trường Lâu đài mặc dù là một đường hầm; và một cầu vượt (dẫn đến cầu Silesian-Dąbrowski) được xây dựng ở vị trí của cây cầu vượt Pancer, đã bị phá hủy trong Thế chiến II. Năm 1907 cây cầu vượt được hiện đại hóa   để cho phép xe điện chạy qua đó sau một năm.
Quảng trường này đã chứng kiến nhiều khoảnh khắc ấn tượng trong lịch sử Ba Lan. Các cuộc biểu tình yêu nước đã diễn ra ở đó trong thời kỳ trước khi bùng nổ cuộc nổi dậy tháng 1 năm 1863. Vào ngày 27 tháng 2 năm 1861, những phát đạn Nga đã giết chết năm người. Vào ngày 08 tháng 4 năm 1861. năm rota bộ binh và hai phân đội của kỵ binh Nga (khoảng 1.300 người) do Tướng Stepan Aleksandrovich Khrulyov đã thực hiện một cuộc thảm sát dân thường đẫm máu, dẫn đến cái chết của hơn 100 người.
Trong thời kỳ thiết quân luật, quảng trường trở thành hiện trường của cuộc bạo loạn đặc biệt tàn bạo, với các cảnh sát ZOMO thực hiện các cuộc biểu tình vào ngày 3 tháng 5 năm 1982.

## Sự kiện
Quảng trường là một trung tâm dành cho khách du lịch và người dân địa phương, những người tụ tập ở đây để xem những tiết mục giải trí trên đường phố, tham gia các cuộc mít tinh, xem các buổi hòa nhạc và thậm chí tham gia vào các hoạt động nhảy trên đường phố. Năm 1997, tại Quảng trường Lâu đài, Tổng thống Mỹ Bill Clinton đã có bài phát biểu chào mừng Ba Lan trở thành thành viên của NATO.
Quảng trường Lâu đài trưng bày triển lãm United Buddy Bears vào mùa hè 2008 - một loạt 140 tác phẩm điêu khắc có chiều cao hai mét, mỗi tác phẩm được thiết kế bởi một nghệ sĩ khác nhau, đi khắp thế giới như một biểu tượng của sự hiểu biết văn hóa, khoan dung và tin tưởng lẫn nhau. Theo thông tin chính thức, hơn 1,5 triệu người đã tham gia sự kiện này.